# Wywiad wojskowy
Wywiad wojskowy – końcowy efekt procesu gromadzenia, przetwarzania, systematyzacji, ochrony i dystrybucji informacji (zobacz niżej: cykl wywiadowczy), przeznaczonych na potrzeby sił zbrojnych. Informacje jakie gromadzi wywiad wojskowy dotyczą głównie: obcych sił zbrojnych, gospodarki, nowych technik (zwłaszcza wojskowych), a także ukształtowania terenu czy warunków pogodowych na danym terenie. Wykorzystywany jest w planowaniu taktyki i strategii wojennej, zarówno w trakcie prowadzenia wojny, jak i w czasie pokoju.
Niekiedy pojęcie to stosuje się wyłącznie do informacji wywiadowczych, dotyczących sił lądowych i odróżnia od danych wywiadu marynarki wojennej, czasem również wywiadu sił powietrznych.
W wielu krajach wywiadem wojskowym zajmuje się (obecnie np. w USA w Chinach lub w Irlandii, dawniej np. we Francji lub w Polsce) drugi zarząd (Zarząd II SG WP, P2 SG WP obecnie analizuje dane wywiadowcze i jest centralnym organem zarządzającym rozpoznaniem SZ RP), wydział drugi sztabu generalnego sił zbrojnych (w USA i Irlandii znany jako G2).
W Polsce wywiadem wojskowym zajmuje się Służba Wywiadu Wojskowego, wcześniej Wojskowe Służby Informacyjne.

## Cykl wywiadowczy
Cykl obejmujący wszystkie fazy działalności wywiadu (tzw. cykl wywiadowczy) dzieli się na pięć etapów:
1. Planowanie – określenie tematu operacji wywiadowczych, sposobów zdobywania informacji oraz kontrola efektywności działania jednostek odpowiedzialnych za gromadzenie danych.
2. Gromadzenie – zdobywanie informacji i przekazywanie ich do dalszej obróbki.
3. Przetwarzanie – porządkowanie i ujednolicanie uzyskanych informacji (np. tłumaczenie tekstów obcojęzycznych lub ujednolicanie formatu danych komputerowych).
4. Wytwarzanie – analiza, ocena i interpretacja informacji w celu przetworzenia ich w gotowe dane wywiadu.
5. Przekazywanie – dystrybucja danych wywiadowczych między odbiorców.

## Wybrane agencje wywiadu wojskowego
- Defense Intelligence Agency – Agencja Wywiadu Obronnego (USA)
  - United States Army Military Intelligence – Wywiad Wojskowy Armii Stanów Zjednoczonych
  - US Navy Intelligence – Wywiad Marynarki Wojennej Stanów Zjednoczonych
  - Air Force Intelligence, Surveillance and Reconnaissance Agency – Agencja Wywiadu, Nadzoru i Rozpoznania Sił Powietrznych Stanów Zjednoczonych
  - Coast Guard Intelligence – Wywiad Straży Wybrzeża Stanów Zjednoczonych
- Defence Intelligence Staff – Sztab Wywiadu Obronnego (Wielka Brytania)
- Defence Intelligence Organisation – Organizacja Wywiadu Obronnego (Australia)
- Gławnoje Razwiedywatielnoje Uprawlenie – Główny Zarząd Wywiadu (Rosja, dawniej ZSRR)
- Służba Wywiadu Wojskowego (Polska)
- Direction du Renseignement Militaire – Dyrekcja Wywiadu Wojskowego (Francja)
- Forsvarets Efterretningstjeneste – Służba Wywiadu Obronnego (Dania)
- Militära underrättelse- och säkerhetstjänsten – Wojskowa Służba Wywiadu i Bezpieczeństwa (Szwecja)
- G2 – Oddział II Sztabu Generalnego Irlandzkich Sił Obronnych
- Vojenské zpravodajství – Wywiad Wojskowy Czech
- Agaf ha-Modi’in (Aman) – Skrzydło Wywiadowcze Sztabu Generalnego Armii Obrony Izraela (Izrael)
- Qingbaobu – Wydział II Sztabu Generalnego Chińskiej Armii Ludowo-Wyzwoleńczej (Chiny)

W przeszłości:
- Oddział II Sztabu Generalnego WP (II Rzeczpospolita Polska)
  - Samodzielny Referat Informacyjny
- Oddział II Sztabu Generalnego WP (RP 1944-1952)
- Zarząd II Sztabu Generalnego Wojska Polskiego (PRL)
  - Agenturalny Wywiad Operacyjny
- Zarząd Wywiadu WSI – (Polska)
- Office of Naval Intelligence – Biuro Wywiadu Marynarki Wojennej (USA)
- Directorate of Military Intelligence – Zarząd Wywiadu Wojskowego (Wielka Brytania)
- Deuxième Bureau de l’État-major général – Biuro II Sztabu Generalnego (Francja)
- Verwaltung Aufklärung – Zarząd Rozpoznawczy, Narodowej Armii Ludowej (Niemiecka Republika Demokratyczna)
- Abwehra – Obrona (III Rzesza)
- Abteilung Fremde Heere – Oddział Obcych Armii (III Rzesza)
- Abteilung III b – Oddział III b Sztabu Generalnego Cesarskiej Armii Niemieckiej (Cesarstwo Niemieckie)
- Marinenachrichtendienst – Wywiad Cesarskiej Marynarki Wojennej (Cesarstwo Niemieckie)
- Evidenzbüro – Biuro Ewidencyjne (Monarchia Austro-Węgier)
  - Hauptkundschaftstelle – Główny Ośrodek Wywiadowczy
- Servizio Informazioni Militare – Służba Wywiadu Wojskowego (Faszystowskie Włochy)
- Servizio per le Informazioni e la Sicurezza Militare – Służba Wywiadu i Bezpieczeństwa Wojskowego (Włochy)
- Druhé oddělení hlavního štábu – Oddział II Sztabu Głównego Armii Czechosłowackiej (Czechosłowacja)